# Корсак, Сергей Николаевич
Сергей Николаевич Корсак (бел. Сяргей Мікалаевіч Корсак; 24 февраля 1989, Молодечно) — белорусский футболист, полузащитник.

## Биография
С 15 лет находился в школе минского «Динамо», но взрослую карьеру начинал в клубе Второй лиги «Молодечно». В 2010 году перебрался в минский «Партизан». После прекращения существования «Партизана» перешёл в «Сморгонь».
В январе 2013 года подписал контракт с новополоцким «Нафтаном». Не смог закрепиться в основе и в августе того же года был отдан в аренду «Слуцку». Помог «Слуцку» одержать победу в Первой лиге, но по окончании сезона покинул клуб.
В феврале 2014 года стал игроком «Городеи», но после начала чемпионата в апреле 2014 был отдан в аренду клубу Второй лиги «Белита-Витэкс». В составе «Белиты-Витэкс» стал ключевым игроком, с 22 голами стал лучшим бомбардиром клуба в сезоне.
Сезон 2015 также начал в клубе с Узды (в июне клуб сменил название «Белита-Витэкс» на «Узда»). В июле 2015 года вернулся в Первую лигу, пополнив состав «Крумкачы». В сезоне 2016 играл за «Крумкачы» в Высшей лиге, чередуя выходы в основном составе и на замену. Начало сезона 2017 пропустил из-за травмы и позже не смог вернуться в стартовый состав, лишь трижды выйдя на замену в чемпионате. В июле 2017 года по соглашению обеих сторон покинул клуб и вскоре стал игроком столичного «Торпедо».
В январе 2018 года перешел в «Лиду», где смог закрепиться в стартовом составе. В феврале 2019 года стал игроком клуба «Крумкачы», покинул столичную команду в августе того же года и перешёл в «Молодечно».
В июле 2020 года перешёл в рогачёвский «Днепр», однако успел провести за новую команду только одну встречу, после чего в августе был дисквалифицирован на два года за участие в договорных матчах в сезоне 2018.

## Достижения
- Победитель Первой лиги Белоруссии: 2013